# Sfondo (informatica)

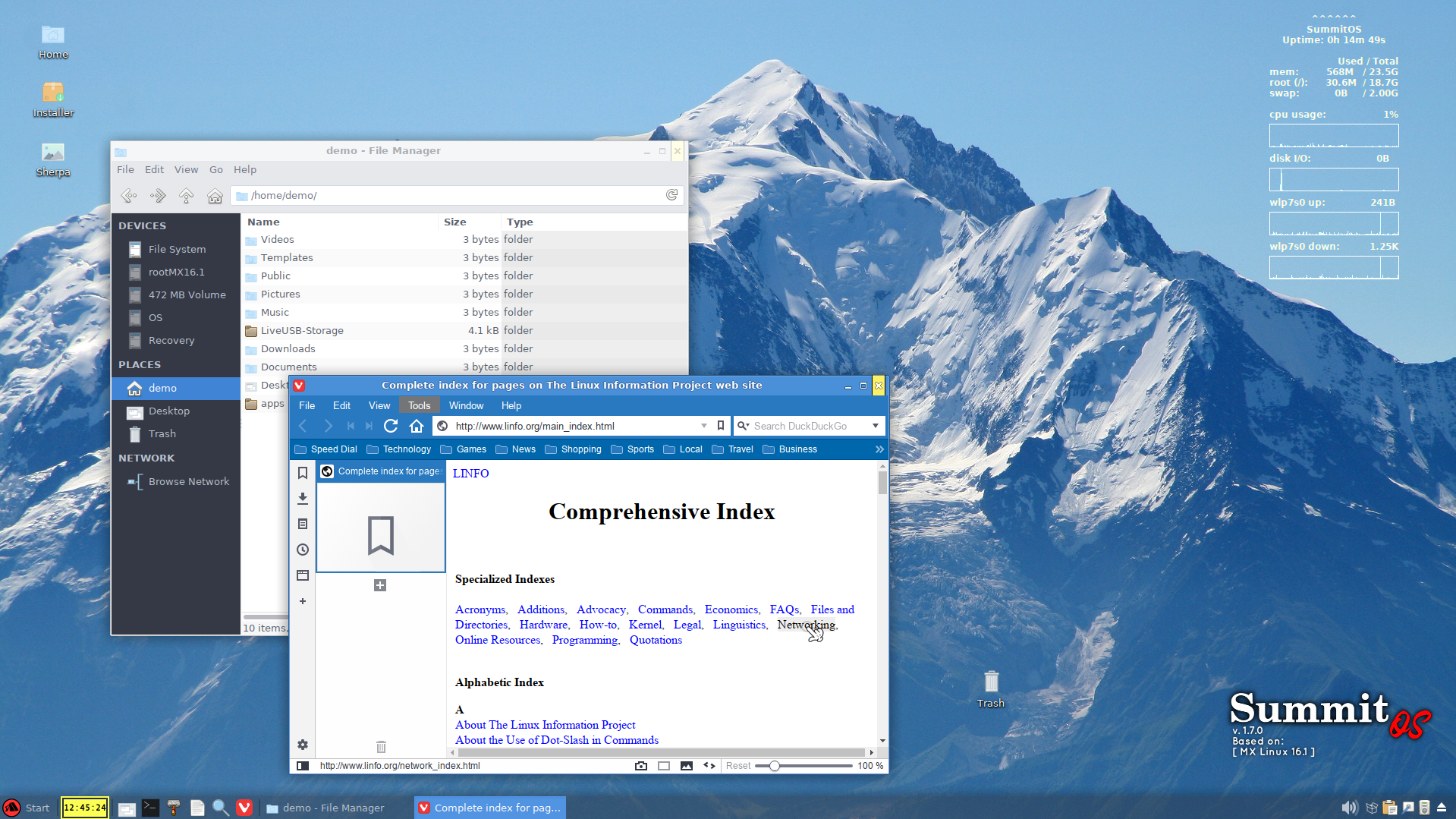
Un desktop che usa una fotografia di montagne innevate come sfondo

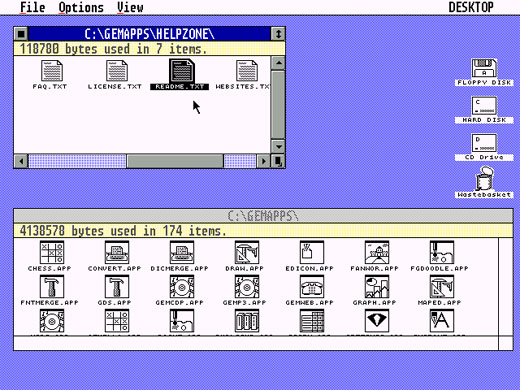
Un desktop con sfondo in tinta unita

In informatica gli sfondi sono immagini poste a scopo decorativo sullo sfondo della scrivania di un computer in un qualsiasi desktop environment (KDE o GNOME per quanto riguarda i sistemi operativi Unix-like) o in un qualsiasi sistema operativo con interfaccia grafica inclusa nel kernel (Microsoft Windows, OS/2, macOS, ecc) o come immagine di sfondo del browser Safari su iOS 15 e iPadOS 15.
Generalmente gli sfondi sono distribuiti in varie dimensioni che ricalcano la risoluzione dei comuni monitor, in modo tale da avere sul desktop l'immagine riprodotta a risoluzione reale (nessuna perdita di qualità). Sono in genere personalizzabili su scelta dell'utente.

## Storia
Il sistema X Window è stato uno dei primi sistemi a includere il supporto per un'immagine arbitraria come sfondo tramite il programma xsetroot, che almeno fin dalla versione X10R3 nel 1985 poteva affiancare lo schermo con qualsiasi colore solido o qualsiasi immagine binaria X BitMap file. Nel 1989 fu rilasciato un programma software gratuito chiamato xgifroot che consentiva di utilizzare un'immagine GIF a colori arbitraria come sfondo e nello stesso anno fu rilasciato il programma gratuito xloadimage che poteva visualizzare una varietà di formati di immagine (comprese le immagini a colori in SunFormato file raster) come sfondo del desktop. Successivamente, sono stati rilasciati numerosi programmi che hanno aggiunto il supporto per sfondi per formati immagine aggiuntivi e altre funzionalità, come il programma xpmroot (rilasciato nel 1993 come parte di fvwm) e il software xv (rilasciato nel 1994).
Il sistema operativo Macintosh originale consentiva solo una selezione di modelli affiancati di immagini binarie 8 × 8 pixel; la capacità di utilizzare piccoli motivi di colore è stata aggiunta nel Sistema 5 nel 1987. Mac OS 8 nel 1997 è stata la prima versione per Macintosh a includere il supporto integrato per l'utilizzo di immagini arbitrarie come immagini desktop, piuttosto che piccoli motivi ripetuti. 
Windows 3.0 nel 1990 è stata la prima versione di Microsoft Windows a fornire il supporto per la personalizzazione dello sfondo e ha utilizzato il termine "sfondo" per questa funzionalità.  Sebbene Windows 3.0 fosse fornito solo con 7 piccoli motivi (2 in bianco e nero e 5 a 16 colori), l'utente poteva fornire altre immagini nel formato file BMP con colori fino a 8 bit (sebbene il sistema fosse teoricamente in grado di gestire immagini a colori a 24 bit, lo ha fatto eseguendo il dithering su una tavolozza a 8 bit) per fornire funzionalità di sfondo simili altrimenti mancanti in quei sistemi. Una funzione di sfondo è stata aggiunta in una versione beta di OS / 2 2.0 nel 1991. 
A causa dell'uso diffuso dei personal computer, alcuni sfondi sono diventati immensamente riconoscibili e hanno acquisito uno status culturale iconico. Bliss, lo sfondo predefinito di Microsoft Windows XP, è diventato la fotografia più vista degli anni 2000. 

## Sfondi animati

Uno sfondo animato utilizzando Wallpaper Engine su Windows 10

Gli sfondi animati (a volte indicati come sfondi animati o sfondi dinamici) si riferiscono a sfondi che presentano un'immagine in movimento o una scena 2D / 3D come sfondo del sistema operativo piuttosto che un'immagine statica, può anche riferirsi a sfondi che vengono ciclati in una playlist, spesso con determinati effetti di transizione. Alcuni sistemi operativi, come il sistema operativo Android, forniscono il supporto nativo per gli sfondi animati.

### Microsoft

#### Windows
I moderni sistemi Windows possono essere configurati per scorrere le immagini da una cartella a intervalli regolari. Windows non supporta nativamente gli sfondi animati, tuttavia, è possibile installare software di terze parti per avere il pieno supporto per l'inserimento di immagini animate, file video, scene 2D o 3D e pagine web come sfondi. È possibile trovare funzionalità simili nella funzionalità Active Desktop di Windows 98 e versioni successive.

### Google

#### Android
Gli sfondi animati sono stati introdotti in Android 2.0 (Eclair) per fornire il supporto nativo per gli sfondi animati. Da un punto di vista tecnico, gli sfondi animati sono applicazioni software che forniscono un'immagine di sfondo in movimento e possono consentire l'interazione dell'utente o utilizzare altre funzionalità hardware e software all'interno del dispositivo (accelerometro, GPS, accesso alla rete, ecc.).

### Apple

#### macOS
macOS ha il supporto integrato, tramite il pannello Desktop e salvaschermo nelle Preferenze di Sistema, per scorrere una raccolta di cartelle di immagini in un intervallo di tempo o quando si accede o si risveglia dalla sospensione. Da macOS Mojave, l'utente può anche selezionare un "Desktop dinamico" che si aggiorna automaticamente per corrispondere visivamente all'ora del giorno. 
Inoltre, macOS ha la capacità nativa di eseguire uno screen saver sul desktop; in questa configurazione, lo screen saver appare sotto le icone del desktop al posto dello sfondo del sistema. Tuttavia, macOS non è dotato di un'interfaccia incorporata per farlo; deve essere eseguito tramite i comandi del terminale o varie applicazioni di terze parti. 

#### iOS e iPadOS
Gli sfondi animati dinamicamente sono stati introdotti anche in iOS 7 e versioni successive. È possibile scegliere un'immagine predefinita da Apple oppure una delle proprie foto.
Per cambiare lo sfondo dell'iPhone sono offerti due sistemi: o agendo tramite l'app Impostazioni, o utilizzando l'apposita opzione fornita dall'app Foto.

### Linux / Unix

#### GNOME
GNOME 2 può anche essere impostato per scorrere le immagini da una cartella a intervalli regolari, in modo simile a Windows 7.

#### KDE
KDE versione 4 e successive forniscono vari sfondi dinamici, inclusa una presentazione e altre opzioni fornite dai plugin, come i frattali e la mappa della Terra.

#### Enlightenment
Enlightenment v17 supporta sequenze di immagini, sfondi desktop animati e interattivi nella sua configurazione predefinita.